# Álcool isovanilil
Álcool isovanilil ou álcool 3-hidroxi-4-metoxibenzílico é um composto orgânico de fórmula C8H10O3.
É derivado tanto a partir da estrutura do álcool benzílico como do guaiacol (o-metoxifenol). É um isômero do álcool vanilil, do qual difere apenas pela posição do grupo metoxi, alternando a estrutura que lhe caracteriza como éter e a hidroxila que o caracteriza como fenol, da posição 3, na posição 4.
| Estrutura do álcool isovanilil | Estrutura do álcool vanílico |
| Álcool isovanilil              | Álcool vanílico              |